# Kostel Narození Panny Marie (Benešov nad Ploučnicí)
Kostel Narození Panny Marie v Benešově nad Ploučnicí je římskokatolický farní kostel v severočeské obci Benešov nad Ploučnicí na Děčínsku v Ústeckém kraji. Mimořádně intaktní goticko-renesanční sakrální stavba je chráněna jako kulturní památka.

## Historie

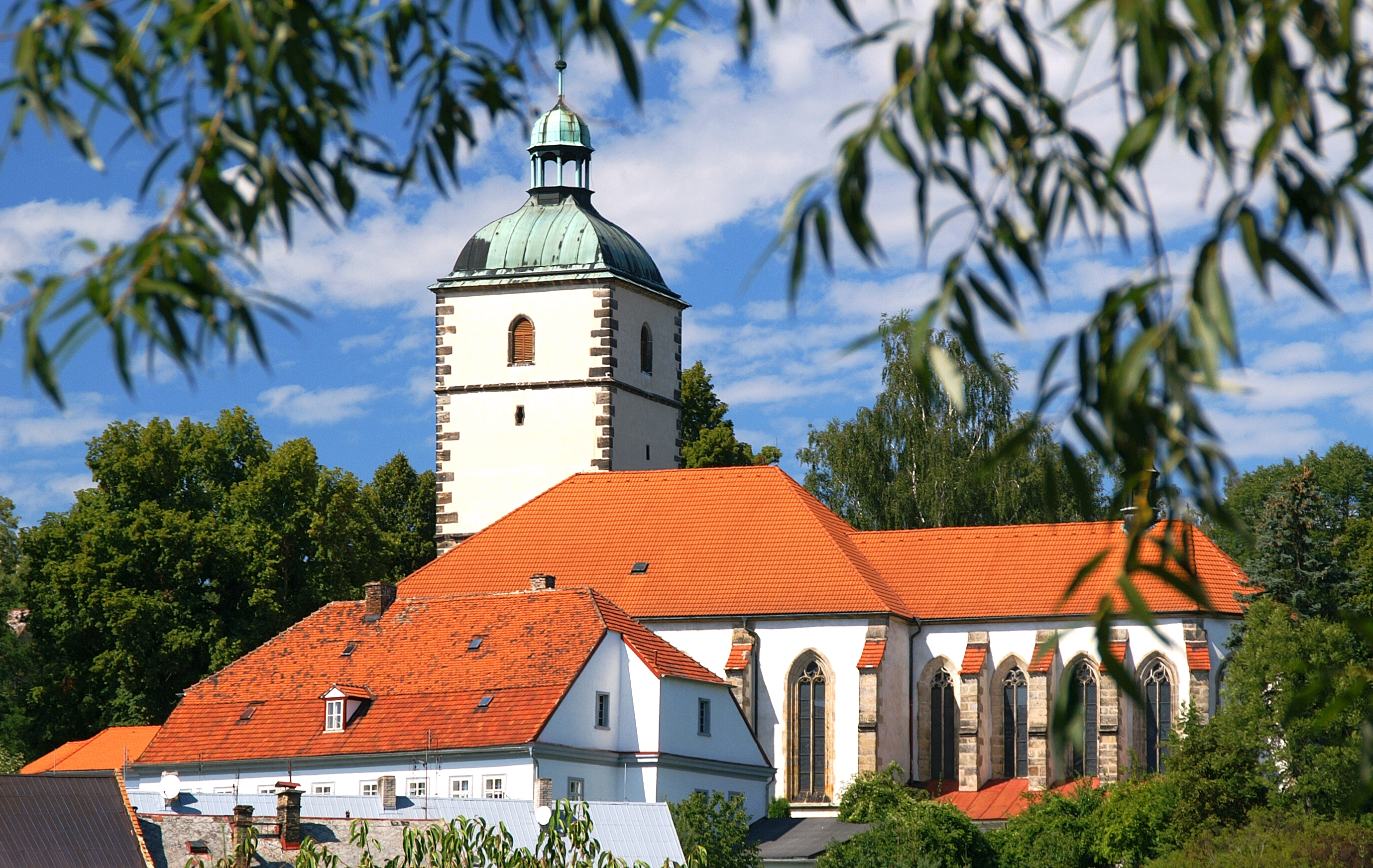
Kostel

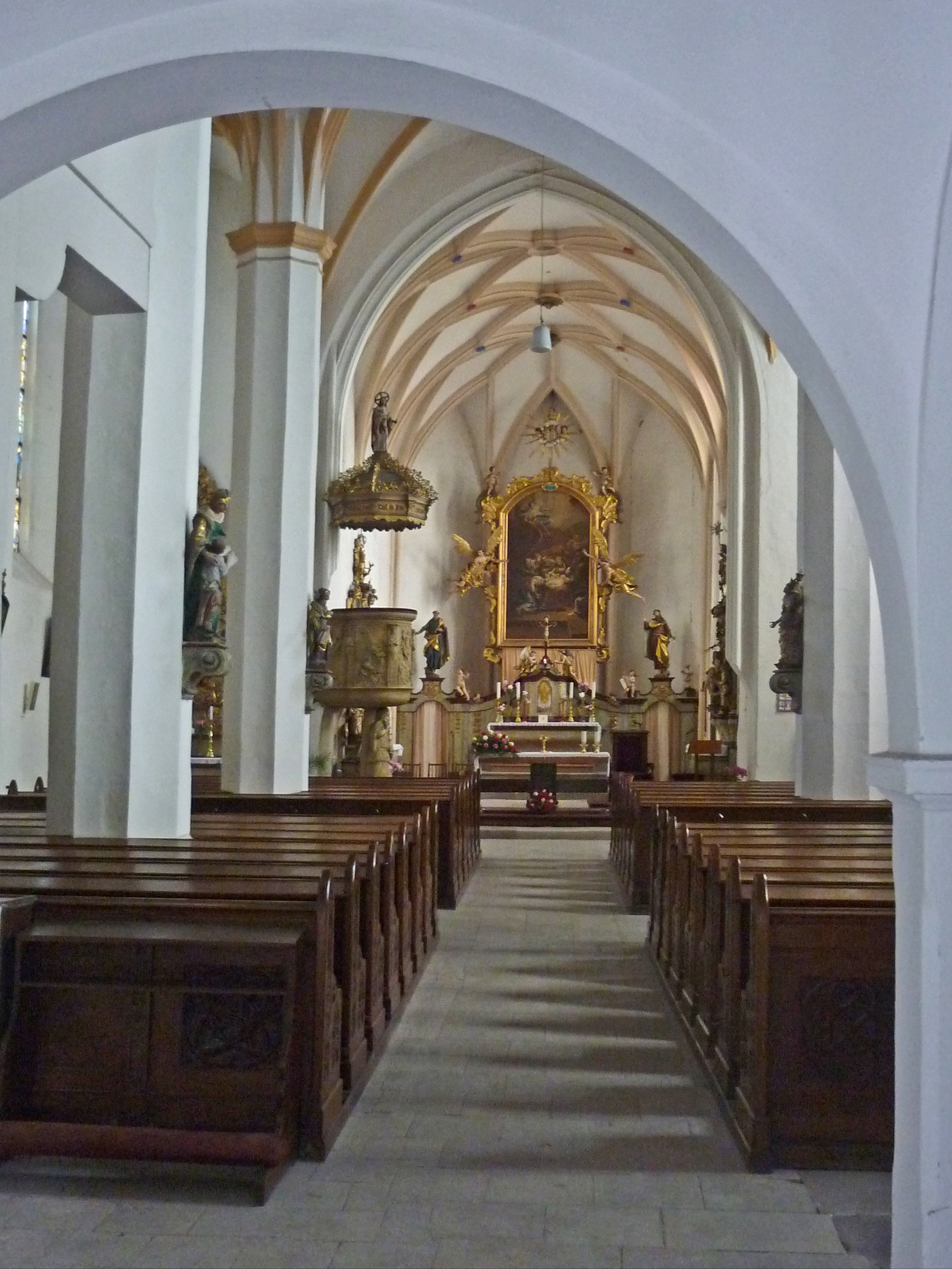
Interiér kostela

Kostel byl postaven v letech 1483-1557 na místě starší stavby, která je zmiňována již v polovině 14. století. Z ní patrně pochází věž, plnící původně i obrannou úlohu. Byla postavena počátkem 14. století, roku 1426 poškozena, do roku 1487 opravena, později zvýšena. Presbytář kostela byl postaven v letech 1483-1511. V letech 1517-1520 bylo vybudováno trojlodí, které bylo sklenuté v letech 1552-1554 Valentinem Hirschem z Pramenů, který do tehdejší novostavby pojal i starší strážní věž. Sakristie pochází z roku 1748 a byla dostatečně osazena renesančními prvky. Kostel byl upravován v 17.-20. století.

## Architektura

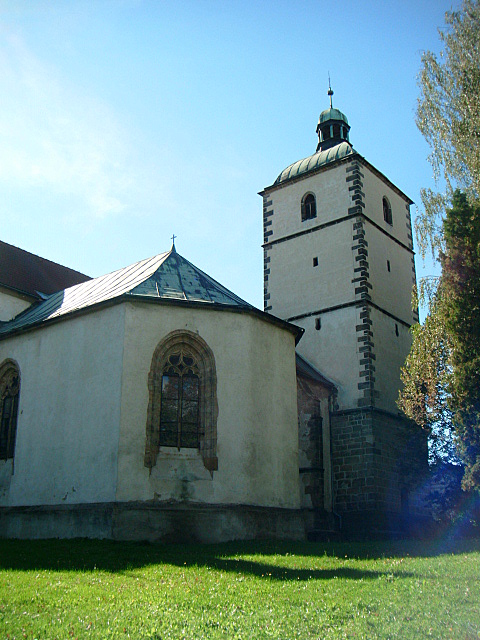
Salhausenská kaple zvenčí

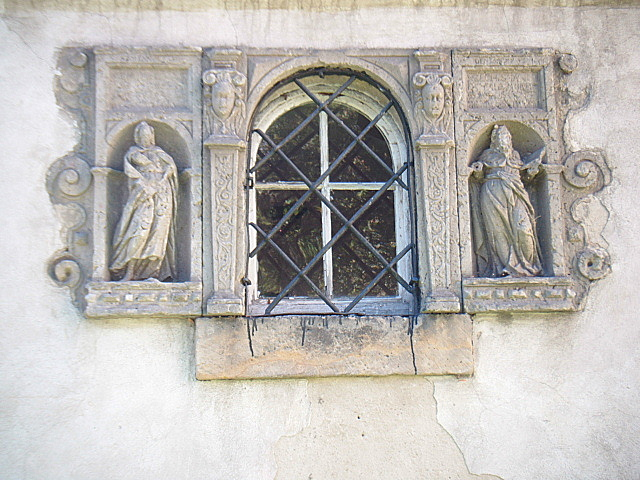
Detail okna kostela

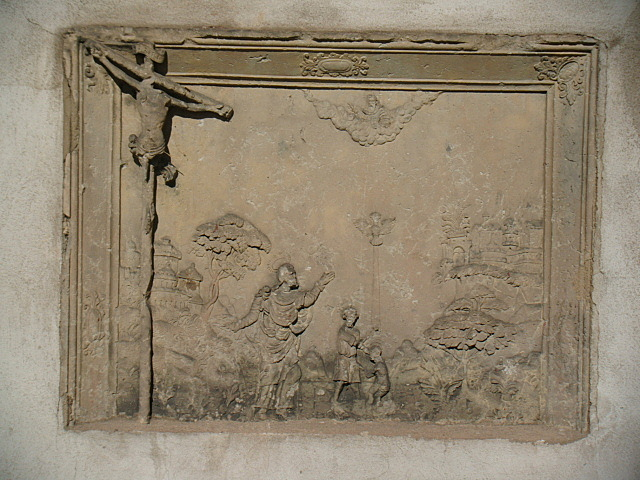
Reliéfový náhrobník v kostele

Jedná se o pozdně gotické síňové trojlodí obdélného tvaru s užším a nižším obdélným pětiboce zakončením presbytářem s dlouhou nízkou sakristií po jižní straně kostela. Po severní straně se nachází Salhausenská kaple. Presbytář je sklenut hvězdovou žebrovou klenbou stejně jako Salhausenská kaple. Po severní straně se v závěru nachází okrouhlá kaple a v severozápadním nároží hranolová věž. V západním průčelí se nachází hrotitý přetínavý portál a hrotité okno s kružbou a pruty. V severozápadním nároží trojlodí je mohutná hranolová věž s přízemným[kdo?] z velkých kvádrů. Je doplněna římsami a polokruhem zakončenými okny v posledním patře. Fasáda na jihu kostela je vybavena opěráky s hrotitými okny s kružbami. Portál je hrotitý a přetínaný. Po celé délce presbytáře po jižní straně se nachází nízká sakristie, ve které se nacházejí v jižní stěně fragmenty zapuštěných reliéfů. V jižní stěně je malé polokruhem zakončené okno s postranními pilířky a dvě niky se soškami sv. Jana a Mojžíše ve východní stěně. Jedná se patrně o dílo Antonína ze Salhausenu z 1. čtvrtiny 17. století. Závěr a severní fasáda kostela jsou členěny hrotitými okny a opěráky. Na severní straně je pozoruhodná Salhausenská kaple s cenným souborem kamenných renesančních a raně barokních náhrobků a epitafů ze 16. a 17. století. Tato kaple je obdélná trojboce ukončená. Má hrotitá okna s kružbami. Okrouhlá kaple je hladká.
Presbytář je sklenut hvězdovou žebrovou klenbou na konzolách a v závěru na příporách. Pozoruhodné jsou zde tři svorníky: první s tesanými listy, druhý s vartenberským znakem a třetí s plastickou polopostavou. Do sakristie vede malý hrotitý portálek. Nad ním je v předsíňce latinský pozdně gotický nápis připomínající započetí stavby presbytáře v roce 1483. V severní stěně presbytáře je velký polokruhový, mírně přihrocený vchod do Salhausenské kaple, který je opatřen mříží z doby kolem roku 1530. Triumfální oblouk je hrotitý, profilovaný. Trojlodí je vyšší než presbytář. Je sklenuto síťovou žebrovou klenbou na osmiboké pilíře. Na jednom z pilířů se nachází letopočet 1557. Na jednom z polí klenby je letopočet 1554, kamenická značka a jméno Bartoloměj Meissner.
Kruchta kostela v dnešní podobě pochází z roku 1869. Podklenuta je v západní části původními křížovými žebrovými klenbami a ve východní části křížovými bez žeber. Poprsnice kruchty je dřevěná pseudogotická. V severozápadním koutě je vestavěna věž s hrotitým portálkem, kolem které se kruchta zalamuje na krakorcích.
Salhausenská kaple je sklenuta síťovou žebrovou klenbou s příporami. Okrouhlá kaple je při závěru sklenuta kupolí s lunetami, zřejmě pochází ze začátku 17. století.

## Zařízení
Hlavní oltář s obrazem Narození Panny Marie je rokokový a pochází, podle datovaného nápisu vzadu, z roku 1780. Je doplněn sochami sv. Petra a Pavla. Boční oltář se sochami Panny Marie Bolestné, sv. Maří Magdalény a sv. Veroniky pochází z druhé čtvrtiny 18. století. Boční oltář sv. Jana Nepomuckého s oválnými obrázky ze života světce v akantovém rámci a s nově upraveným středem se sochou sv. Jana Nepomuckého pochází z období po roce 1700. Oltář sv. Františka Xaverského a dvěma sochami světic (sv. Barbory a zřejmě sv. Valpurgy) spolu s oltářem sv. Maří Magdalény s obrazem světice pocházejí z 1. čtvrtiny 18. století.
V interiéru kostela vyniká pískovcová kazatelna od Hanse Köhlera z Míšně z třetí čtvrtiny 16. století. K zvláštnostem kazatelny patří, že místo „nohy kazatelny“ je zde socha sv. Jana Křtitele. Kazatelna má reliéfní výzdobu, vykládaná dvířka datovaná rokem 1576 a stříšku z 19. století. V kostele jsou obrazy Nejsvětější Trojice a Poslední večeře.
Je zde také řada soch. Na severní stěně lodi je skupina Ukřižování z 19. století se sochami Panny Marie, sv. Máří Magdalény a sv. Jana. Na severních pilířích trojlodí se nachází socha sv. Josefa z 19. století, barokní sochy sv. Apoleny a sv. Anny. Na triumfálním oblouku je socha sv. Vavřince z 1. poloviny 18. století, na severní stěně presbytáře barokní socha sv. Josefa. Na jižní stěně závěru se nachází barokní socha Anděla strážce, na jižních pilířích trojlodí barokní sochy sv. Jáchyma, sv. Barbory a Immaculaty. Kamenná, pozdně gotická křtitelnice pochází z roku 1483.

### Varhany
„…Protože potřeba nového nástroje byla stále naléhavější, byl ve městě ustaven výbor pro pořízení nových varhan. Nástroj byl objednán v roce 1869 u Antona Fellera v Libouchci a stal se prvním samostatným dílem tohoto známého mistra. V roce 1871 byly varhany vysvěceny. O zaplacení se postarali: J. O. hrabě Thun, továrník Mattausch, obec Benešov a farnost. Nový velký nástroj v rozložité pseudorománské skříni měl na dvou manuálech o rozsahu C-f3 a pedálu s rozsahem C-c1 celkem 22 rejstříků. Traktura byla mechanická, vzdušnice zásuvkové a nástroj obsahuje i spojky (pomocí šlapek) manuálů i pedálu. Varhany byly největší v kraji a staly se pýchou kostela i obce. Opravy nástroje provedl pražský varhanář Schiffner v letech 1883 a 1893 (z této doby je zachován pozoruhodný zápis varhanářských dělníků, glosující i místní celospolečenské dění). V roce 1874 štafíroval nástroj mistr Wenzel z Chřibské a v roce 1918 byly varhany uchráněny válečné rekvizice cínových píšťal. Velkou opravu v roce 1921 provedla blíže neurčená německá firma a při opravě byly zjištěny velké škody způsobené červotočem. Ke každému manuálu byl přidán jeden rejstřík (navrtáním vzdušnice a přistavěním jedné zásuvky),(zde jde o Pozoun 16’) k traktuře pozitivu byl připojen rejstřík „Harmonium“ v žaluzii a řada původních rejstříků byla vyměněna za zinkové… Výměny zůstal ušetřen Principál 8’, Mixtury, Flute, Salicional a Gedakt 8’. V pedálu byl vysazen Quintbass a nahrazen rejstříkem Cello 8’. Současně v této době byl dodán i nový hrací stůl.
Poslední opravu, při níž byl nástroje také konzervován, provedli (na popud a úpěnlivou prosbu děčínského varhaníka od sv. Kříže, to vše za působnosti patera Jaroslava Gajdošíka) provedli varhanáři Jiří Jón a Jiří Němeček (za účinné pomoci J. Záhory st.). Byl odpojen rejstřík Harmonie a z pedálu vyjmut rejstřík Kryt 8’, (který byl nahrazen replikou), zničený červotočem. Vzdušnice i traktura jsou výborně zachovalé. Pozoruhodný je i pedálový Pozoun 16’s dřevěnými ozvučnými.“
„V benešovském kostele Narození Panny Marie stály varhany již před rokem 1591. Toto datum bylo na nástroji uvedeno. Již v roce 1558 je v Benešově zmiňován varhaník Paul Kanneberger a od roku 1581 Albin Prelhupf. Mezi lety 1582-1591 byly varhany buď opraveny nebo přestavěny. V roce 1621 bylo na opravu varhan vydáno 36 kop. Zachoval se přehled toho, kolik párků, salámů a jiných potravin opravář snědl, co vypil a kolik svící spotřeboval. Další opravy proběhly v letech 1630, 1689, 1720 (přestavba). V roce 1774 varhany renovoval českokamenický B. Matzke a v roce 1782 byla údajně provedena celková oprava. Varhany sloužily do 19. století. V roce 1882 byly varhany v žalostném stavu a hrozilo jejich zřícení. Varhany proto byly sneseny. Při této příležitosti byl v jedné z píšťal nalezen lístek s následujícím textem: „Tyto varhany byly opraveny panem Benedictem Matzkem, měšťanem a výrobcem varhan z města Česká Kamenice, ANNO 1774 dne 24. června. Farářem je nyní Florianus Ritschel, kaplanem je Francisko Josef Gaudernack a Ruperto Hesse. Kantorem Johanes Christoph Kny pod jeho milostí pana hraběte z Thunu na děčínském zámku. Chóradjuktanti: Ferdinand Sturm, toho času senior, pan Döre, pan Claudius Hauschildt, Johan Georg Kannenberger, Thadeus Schlögel, Franz Ant. Ritschel, Ant. Böhnisch, Josef Lühne, Franz Ahne, Franz Richter, Anton Tröstel, Franz Pohl, Josef Fischer, Johan Franz Harvisch - preceptor při nepřítomnosti ved. kůru.“ Na koupi nových varhan bylo zapotřebí spousta peněz, proto byl ve městě ustaven výbor pro pořízení nových varhan. Nástroj s 22 registry byl objednán v roce 1869 u Antona Fellera v Libouchci (Königswald). 6. srpna 1871 byly vysvěceny markvartickým vikářem Josefem Hellerem. Varhaníkem se stal vrchní učitel Ignaz Exner. Varhany stály 3 200 zlatých. Fabrikant F. Mattausch věnoval 1 500 zlatých (jeho iniciály varhany zdobí). Dalšími sponzory byli: Dr. med. W. Hegenbarth, Aug. Hegenbarth, Josef Scrötter, řed. úřadu Augustin Neumann, kaplan Anton Hüttel, vrchní učitel Ignaz Exner, hrabě František Thun věnoval své diety zemského zastupitele, hrabě Oswald Thun věnoval 500 zlatých, kostel dal 800 zlatých a zbytek pocházel od různých dobrodinců. Opravy tohoto nástroje proběhly v roce 1883 a 1893 (pražský varhanář Schiffner), 1784 (štafírování - Wenzel ze Chřibské), 1921 a v roce 1993, kdy opravu provedli varhanáři Jiří John z Rumburka a Jiří Němeček z České Lípy.“
Léta poválečná
Před rokem 1968, za administrátorství patera Appla, byla provedena oprava měchu. (Opravu provedl Jan Záhora st., nyní regenschori chrámu Povýšení sv. Kříže a kostela sv. Václava a Blažeje v Děčíně). Za působení P. MUDr. Ladislava Kubíčka nástroj vyčistil a "opravil" pan Bohdan Ostroveršenko z Teplic. Výsledkem byly prádelní šňůrou vyvázané cínové píšťaly, neboť řadové lavičky píšťališť se rozpadly (červotoč). Za doby tuhé normalizace se toho na poli chrámové hudby vlastně mnoho dělat nemohlo. Za působnosti P. Karla Volejníčka varhany (průběžně) ladil již zmíněný Jan Záhora st. Za působnosti P. Jaroslava Gajdošíka došlo k velké opravě tohoto nástroje pány Jónem a Němečkem, za asistence otce a syna J.Záhorových, kteří byli i u kolaudace. Součástí opravy byla penetrace Lignofixem. Rejstřík Gedakt (dřevěný) musel být vyroben nový, neboť původní řada se rozsypala na prach (torza ponechána ve skříni na kůru).
Jména některých (zjištěných) varhaníků po druhé světové válce v Benešově působících:
- Antonín Harančík (v 50. letech, slepec)
- pan Šebek (slepec)
- Marie Jirásková (sestra R.D. Františka Jiráska)
- Zdeňka Tichá (nyní Hubáčková)
- Jan Záhora st.
- Jan Záhora ml. (za působnosti R.D. Jana Bláhy)
- v roce 2017 dosud zde hraje Ing. Josef Šuma

Hrací stůl z roku 1921
Dvoumanuálový nástroj s mechanickou trakturou a 24 znějícími rejstříky (katalogy uvádějí pouze 22). Skříň je původní. Nástroj obsahuje Hlavní stroj (HW) a Horní stroj (OW). Elektrické dmychadlo Ventus v pravé přístavbě varhanní skříně z roku 1921, elektromotor 3x380V s tlačítkovým ovládáním přes stykač. Měch klínový (třínásobný) s možností nožního šlapání (kalkant). Jalousie schweller pro OW – dvoustavový (o/z), ovládané šlapkou. Mechanická manuálová spojka II/I, ovládaná šlapkou. Mechanická pedálová spojka I/P, ovládaná šlapkou. Manubria dřevěná s keramickými popiskami, od roku 1993 je vyřazen pedálový Gedakt 8’. Jedno manubrium s popiskou „symetrie“ je němé (právě pro symetrii hracího stolu).

##### Dispozice současných varhan
| I. manuál (Hauptwerk) |             |
| Principal             | 8'          |
| Burdon                | 16'         |
| Flüte                 | 8'          |
| Flüte harmonique      | 8'          |
| Gamba                 | 8'          |
| Octave                | 4'          |
| Fugara                | 8'          |
| Quinte                | 3           |
| Super Octav           | 2'          |
| Mixtur                | 2' 5-6 fach |

| II. manuál (Oberwerk) |                          |
| Geigenprincipal       | 8'                       |
| Gedakt                | 8'                       |
| Flute                 | 8'                       |
| Salicional            | 8'                       |
| Aeoline               | 8'                       |
| Octave                | 4'                       |
| Fugara                | 4'                       |
| Harmonium             | 8' (v samostatné skříni) |
| Mixtur                | 2' 3 fach                |

| Pedál        |               |
| Subbas       | 16'           |
| Octavbas     | 8'            |
| Principalbas | 16'           |
| Cello        | 8'            |
| Posaune      | 16'           |
| (Gedakt      | 8') - vyřazen |

Ladící báze: Octave 4’ „a“ - 442 Hz, s použitím PC programu Windows AP Tuner 3.08“ při teplotě 19 °C

## Salhausenská kaple
Salhausenská kaple byla vystavěna v severní části kostela. Jde o podélný prostor, který je ukončen polygonálně. Vnitřní prostor je zdoben síťovou žebrovou klenbou, která je svými žebry svedena na přípory. Osvětlení je řešeno třemi okny s lomenými oblouky. Stejný typ okenního otvoru se nachází ve východní zdi kaple. Do kaple se vstupuje přes presbytář, kde je pískovcový portál, který má okosený tvar s plným obloukem v záklenku. Vchod do kaple je uzavřen renesanční dvoukřídlou mříží s květinovými prvky, jakožto jedním z typických znaků sasko-renesanční architektury.

### Náhrobky a epitafy
V kapli se nachází soubor renesančních a raně-barokních epitafů a náhrobků. Po severní straně vchodu je figurální náhrobník Brigity ze Salhausen (pocházející z roku 1568), dítěte Antonína ze Salhausen (z roku 1585), Inocence – syna Haubolda z Starschedel (z roku 1604) a nápisový náhrobník Jonase Pausta z Liebstadtu (z roku 1615, připisovaný Antonínovi ze Salhausen). Na západní stěně kaple je figurální italizující náhrobník Hanse ze Salhausen († roku 1576), dále znakový náhrobník Karla Ferdinanda – syna Haubolda Pausta (z roku 1653), figurální náhrobník Bartoloměje Fritsche (z roku 1616, který je též připisován Antonínovi ze Salhausen) a znakový náhrobník Jana Jiřího – syna Haubolda Pausta (z roku 1652). Na nimi se nacházejí tři dětské figurální náhrobníky: Kryštofa z Hagen (z roku 1590), Sibyly ze Salhausen (z roku 1580) a dítěte Haubolda ze Starschedel (z roku 1591). Dále je zde figurální náhrobní deska Wolfa ze Salhausen (z roku 1589), která je dílem mistra epitafu Wolfa ze Salhausen a nachází se zde také figurální náhrobník Eufemie ze Salhausen (z roku 1595). Nad nimi je dvojitý náhrobník Ludvíka ze Schönfeldu (z roku 1591) a Markéty z Weissbachu (z roku 1592), který je připisovaný H. Köhlerovi z Míšně. Dole na zemi je malý dětský figurální náhrobník Adolfa ze Salhausen (z roku 1596). Při východní závěrově stěně je znakový náhrobník Jonase Pausta (z roku 1648) a dětský figurální náhrobník Jana Wolfa ze Salhausen (z roku 1586). Na východní stěně se nachází velký epitaf Wolfa z Salhausen († roku 1589) a jeho ženy Marie, rozené Beckové († roku 1612), který je připisovaný M. Schwenkovi z Pirny. Vytvořený v letech 1589-1594. Epitaf je sloupový, doplněný sochami Wolfa a Marie, reliéfem jejich dětí a reliéfem Krista křísícího Lazara. V nikách po stranách jsou umístěny sochy sv. Marka a sv. Jana. V nástavci jsou pak sochy Zmrtvýchvstání a na štítu tři sošky andělů. Na jižní straně se nachází epitaf Jiřího ze Schönfeldu (z roku 1550), který je připisovaný Ch. Walterovi z Vratislavi. Pod ním je samostatný reliéf Abrahámovy oběti, zřejmě nástavec tohoto epitafu.